# 3284 Niebuhr
3284 Niebuhr је астероид главног астероидног појаса чија средња удаљеност од Сунца износи 2,766 астрономских јединица (АЈ).
Апсолутна магнитуда астероида је 12,9.